# Euchalinus annulipes
Euchalinus annulipes là một loài tò vò trong họ Ichneumonidae.